# Adoxophyes trirhabda
Adoxophyes trirhabda es una especie de polilla del género Adoxophyes, tribu Archipini, subfamilia Tortricinae.

## Distribución
Se distribuye por Papúa Nueva Guinea.

## Taxonomía
Fue descrita por Diakonoff en 1969  y publicada en Zoologische Mededelingen 43: 1.